# Bandiera dello Stato Libero dell'Orange

Proporzioni: 1:2

La bandiera dello Stato Libero dell'Orange (1854–1902) fu disegnata, su richiesta del Volksraad (parlamento), dal re Guglielmo III dei Paesi Bassi nel 1856 e adottata ufficialmente il 23 febbraio 1857 in occasione del terzo anniversario della repubblica. 
La bandiera consisteva di sette strisce orizzontali bianche e arancioni alternate (la prima e l'ultima bianche) con la bandiera dei Paesi Bassi nel cantone in alto a sinistra.
Insieme alla bandiera del Transvaal e all'Union Jack compariva in posizione verticale e speculare al centro della fascia bianca della bandiera del Sudafrica adottata dal 1927 al 1994.